# A.C. Andersen (landstingsmedlem)
 Der er flere personer med dette navn, se A.C. Andersen.
Anders Christian Andersen (24. december 1810 på Juulskov – 22. december 1882 i København) var en dansk proprietær og politiker.

## Biografi
A.C. Andersen var søn af forpagter på Juulskov, Tranekær og Korsebølle, senere proprietær på Søvertorp på Langeland Peter Andersen (1774-1852) og Maren Jensdatter Lundsgaard (1778-1841). Han var først forpagter på Egeløkke, men overtog kort før faderens død Søvertorp (1851).
1865 var han medstifter af Oktoberforeningen. Han blev indvalgt i Landstinget 1866 og sad på tinge til sin død i 1882. Han støttede Højre og Estrup-regeringen. Han var en temmelig anonym skikkelse i politik, tog sjældent ordet, men var en udmærket taler, når det skete.
I sin biografi skrev partifællen Henrik Wulff bl.a.: "Andersen er en jævnt begavet Mand med et sundt og praktisk Blik paa Forholdene. og det var uden Tvivl meget Uretfærdigt, da Carl Ploug i en vred Stund for flere Aar tilbage med sin rige Opfindsomhed brugte Betegnelsen „Søvertorpere” om de Landstingsmænd, med hvem han da var uenig, og hvis Evner han vilde nedsætte. Andersen er for god en Mand til at bruges som Type paa Undermaalere, og nu har Ploug sikkert ogsaa ændret sit Syn paa ham." I Bevingede Ord (2. udgave, 1906), tilskrives udsagnet imidlertid Carl Steen Andersen Bille.
Han blev Ridder af Dannebrog 1874 og etatsråd 1882.
Andersen ægtede 1. august 1832 i Rudkøbing Marie Christine Jacobæus (11. april 1814 i Rudkøbing – 2. juli 1878 på Søvertorp). Parret er begravet på Skrøbelev Kirkegård.